# 克尼塞洛
49°30′39″N 24°22′1″E / 49.51083°N 24.36694°E
克尼塞洛（羅馬化：Kniselo）是烏克蘭西部的村莊，隸屬利維夫州的斯特雷區。該村始建於1392年，面積2平方公里，海拔高度273米，人口260，人口密度每平方公里167人。